# Geestenfeest
Het geestenfeest is een traditioneel Chinees feest en in sommige gebieden een vrije dag. Het wordt door Chinezen overal ter wereld gevierd. In de Chinese kalender vindt het geestenfeest jaarlijks plaats op de veertiende en vijftiende dag van de zevende maand.
In de Chinese cultuur wordt de zevende maand in de Chinese kalender gezien als geestenmaand (鬼月). In deze maand komen de geesten, inclusief die van de overleden voorouders uit de onderwereld naar boven. De overledenen komen dus een " bezoekje brengen" aan de levenden.
Op de vijftiende dag van de zevende maand staan de poorten van de drie rijken van hemel, hel en die van de levenden open. De daoïsten en boeddhisten houden ceremonies om het lijden van de overledenen te verkleinen.
Aan het eind van het geestenfeest vindt de uitdeling van rijst plaats.

## Taoïsme
Het geestenfeest is zeer belangrijk in de Chinese voorouderverering. Er worden volop wierook, fruit en papieren waren geofferd aan de voorouders. Thuis worden stoelen leeg gehouden voor de overleden familieleden. Vaak gebeurt het verbranden van papieren waren op de straat waaraan het huis ligt. Het is een bekend straatbeeld in Hongkong, Singapore en Maleisië tijdens dit feest. Rode geloofskaarsen worden voor de huisdeur aangestoken.
Het verschil tussen dit feest en dat van Qingming is dat bij dit feest alle overledenen worden herinnerd, in plaats van alleen de overledenen van de oudere generatie.
Op het geestenfeest worden ook papieren boten en lampionnen op het water los gelaten. Deze geven de richting aan voor de overledenen welke kant ze op moeten gaan.
Op deze dag worden in sommige gebieden, zoals in Singapore en Maleisië, Chinese operavoorstellingen gehouden voor de geesten. De Chinese operavoorstellingen worden door de jongere generatie heden steeds meer vervangen door kleine popconcerten. De eerste rij stoelen voor de voorstelling worden vrij gehouden voor geesten. Dit wordt soms ook met borden aangegeven.
In Singapore is het kinderen verboden om op de avond, tijd wanneer de zon niet op is, van de veertiende en vijftiende dag van de zevende maand te rennen.

## Boeddhisme
In het boeddhisme staat het feest bekend als Ullambana (Sanskriet: उल्लम्बन; traditioneel Chinees: 盂蘭盆; pinyin: Yúlánpén; Vietnamees: Vu Lan; Japans: ぉ盆). Het feest wordt hierdoor niet alleen in gebieden met veel Chinezen gevierd, maar ook door boeddhistische Vietnamezen, Koreanen en Japanners. Boeddhistische tempels houden op de dag zelf en soms ook op de dagen erna bidceremonies, waarbij de deelnemers een plankje met de naam van de overleden (groot)ouders op het altaar van de boeddha's zetten.
In Vietnam worden op de dag van geestenfeest ook cadeaus gegeven aan moeders die nog leven.

## Waterlampionfeest
Er bestaat een volksverhaal over het Waterlampionfeest.
Aan de rivier de Fuchun verrijst de Kraanheuvel, de heuvel lijkt op een kraanvogel. Bij de rots aan de voet van de heuvel ontstaat een draaikolk tot op de bodem. Er wordt een Schilpadkolk uitgesleten die in verbinding staat met de Oostelijke Oceaan. Het Schildpadmonster komt spoken en laat schepen zinken. De Omgeslagen-Boot-heuvel is ontstaan door de omgeslagen boot van een onsterfelijke. Hier woont een houthakker en hij vindt een zuigeling bij de Kraanheuvel en noemt hem Kraanjongen. Als de jongen achttien wordt, wordt hij Stomme Kraan genoemd. De jongen is doofstom.
Hij is scherp van geest en vaardig in zijn handen, hij maakt lampionnen in alle vormen. Op de dertigste dag van de Zevende Maand is het feest en steekt men de lampionnen aan op de rivier, de prinses uit het Drakenpaleis (Groene Jade) wil ook kijken. De Drakenkoning staat toe het feest te gaan bekijken, ze moet wel goed op de parel letten die ze op haar hart draagt. Zonder parel moet ze blijven ronddolen. Groene Jade gaat naar het heilige eiland Putuoshan om purperen bamboe te plukken en haalt gouddraad uit de noordelijke zee. Uit de zuidelijke zee haalt ze gekleurd papier en ze werkt zeven dagen en nachten aan de pareloesterlampion.
Vermomd als vissersmeisje gaat de prinses naar de rivier en ze bestijgt de hoogste toren. Ze ziet de boten als weefspoelen heen en weer schieten op het water. De houthakker is gestorven en Stomme Kraan heeft slechts één lampion gemaakt, hij laat de kraanvogellampion in een bootje te water. Groene Jade komt ook in een bootje en ziet de kraanvogel, het dier lijkt te leven. Het Schildpadmonster wordt wakker van het licht van de pareloesterlampion en de reigerlampion en er ontstaat een hoge golf. Als Stomme Kraan dreigt te verdrinken, gebruikt de prinses de parel en redt hen beide.
De parel verdwijnt en de Grote Meester heeft alles gezien, hij geneest zieken en schenkt mensen geluk. Groene Jade vraagt of hij doofstomheid kan genezen en krijgt een beker medicinale wijn uit een kalebas. Stomme Kraan drinkt en hij kan praten en horen, waarna hij vraagt om het Schildpadmonster te verwijderen. Er moet een beker medicinale wijn in de rivier gegooid worden en de Kraanjongen doet dit. Het Schildpadmonster kruipt in de Kruikbronbeek en houdt zich schuil bij de Zhenjiabanken. Het is nu de Schildpadheuvel bij Changkou. De rivier de Fuchun wordt huwelijksbemiddelaar en het paar gaat naar het huis van de Kraanjongen. Er slaan geen schepen meer om en de Omgeslagen-Boot-heuvel heet nu de Heuvel die wie Goed is Zegent.
's Ochtends en 's avonds ligt er een zevenkleurige glans over het water, volgens de overlevering komt dit door de glans van de parel die ligt te stralen. Het gebruik is ontstaan dat meisjes en jongens samen in een boot de lampions toevertrouwen aan de stroom.